# Ешенбах (Люцерн)
Ешенбах (нім. Eschenbach LU) — громада  в Швейцарії в кантоні Люцерн, виборчий округ Гохдорф.

## Географія
Громада розташована на відстані близько 70 км на схід від Берна, 9 км на північ від Люцерна.
Ешенбах має площу 13,2 км², з яких на 11,1% дозволяється будівництво (житлове та будівництво доріг), 73% використовуються в сільськогосподарських цілях, 14,7% зайнято лісами, 1,2% не є продуктивними (річки, льодовики або гори).

## Демографія
2019 року в громаді мешкало 3627 осіб (+5,2% порівняно з 2010 роком), іноземців було 10,9%. Густота населення становила 275 осіб/км².
За віковим діапазоном населення розподілялося таким чином: 21,7% — особи молодші 20 років, 60,5% — особи у віці 20—64 років, 17,8% — особи у віці 65 років та старші. Було 1484 помешкань (у середньому 2,4 особи в помешканні).
Із загальної кількості 1462 працюючих 163 було зайнятих в первинному секторі, 476 — в обробній промисловості, 823 — в галузі послуг.